# Tommy Tune
Thomas James Tune, detto Tommy (Wichita Falls, 28 febbraio 1939) è un attore, ballerino, cantante, regista, coreografo e produttore teatrale statunitense, noto soprattutto per il suo lavoro a Broadway.
Per il suo lavoro ha vinto la National Medal of Arts, otto Drama Desk Award e dieci Tony Awards (uno al miglior attore protagonista in un musical, uno al miglior attore non protagonista in un musical, tre alla miglior regia di un musical, quattro al miglior coreografo e uno alla carriera).
È noto soprattutto per essere stato il regista e il coreografo della produzione originale di Broadway del musical Nine.
È dichiaratamente omosessuale.

## Filmografia parziale
- Hello, Dolly!, regia di Gene Kelly (1969)
- Il boy friend (The Boy Friend), regia di Ken Russell (1971)

## Teatro
- The Will Rogers Follies, regia e coreografia (1991)